# Сан Кризогоно
„Сан Кризогоно“ (на италиански: Basilica di San Crisogono) е титулярна католическа базилика в Рим, в района Трастевере, посветена на раннохристиянския светец Свети Хризогон от Аквилея.

## История
Первата църква е построена върху антични развалини през 499 г. при папа Силвестър I. Преустроена е през 1129 г. от кардинал Джованни да Крема (от този период е запазена камбанарията и мозаечния под в стил козматеско). През 1626 г. по нареждане на кардинал Сципионе Боргезе е преустроена в стил барок: апсидата е украсена с позлатени барелефи, балдахинът е работа на Бернини през 1627 – 1641 г.

## Интериор
В църквата се намират няколко саркофага, и ценни картини на Джовани да Сан Джовани, Паоло Гуидото, Лудовико Джиминяни. Дървеният таван се смята за един от най-красивите в Рим.